# Nalini Anantharaman
Nalini Anantharaman (Paris, 26 de fevereiro de 1976) é uma matemática francesa, professora da Universidade de Estrasburgo.

## Vida
Nalini Florence Anantharaman nasceu em Paris em 1976, filha de dois matemáticos. Seu pai e sua mãe são professores da Universidade de Orléans. Ela entrou na Escola Normal Superior de Paris em 1994. Completou um doutorado em Paris na Universidade Pierre e Marie Curie em 2000, orientada por François Ledrappier. Foi professora associada da Ecole Normale Supérieure de Lyon e da Ecole Polytechnique (Palaiseau).
Tornou-se professora plena da Universidade Paris-Sul em Orsay em 2009, passando depois um tempo na Universidade da Califórnia em Berkeley. De janeiro a junho de 2013 esteve no Instituto de Estudos Avançados de Princeton. É atualmente professora da Universidade de Estrasburgo.
Em 2012 recebeu o Prêmio Henri Poincaré de física matemática, compartilhado com Freeman Dyson, Barry Simon e Sylvia Serfaty. Anantharaman foi incluída por seu trabalho em "caos quântico, sistemas dinâmicos e equação de Schrödinger, incluindo um marcante avanço no problema da ergodicidade quântica única". Em 2010 recebeu o Prêmio Salem, concedido para trabalho associado com séries de Fourier. Recebeu o Prix Jacques Herbrand de 2011 da Académie des Sciences.
Está programada como palestrante plenária do Congresso Internacional de Matemáticos no Rio de Janeiro (2018).

## Publicações selecionadas
- Entropy and localization of eigenfunctions, Annals of Mathematics, Volume 168, 2008, pp. 435–475
- com Stéphane Nonnenmacher, Herbert Koch Entropy of self-Functions, Proc. Boarding. Congress Mathem. Physics 2006
- com Stéphane Nonnenmacher, Half-delocalization of eigenfunctions for the Laplacian on to Anosov manifold, Annales Inst Fourier, Volume 57, 2007, pp. 2465–2523
- Géodésiques fermées des surfaces, sous constraintes homologiques. Dissertation, Universität Paris 2000.
- Entropie et localisation des fonctions propres. Habilitation, ENS Lyon 2006.